# Исус
Исус (арам. ישוע — Јешуа, антгрч.  — Јесус; око 4. п. н. е. — 30/33. н. е.), познат и као Исус Христос или Исус Назарећанин, по савременим секуларним научницима био је јеврејски проповедник из 1. века,на чијем учењу је настало xришћанство, по исламу  један од 4 највећа Божија посланика,  док хришћанске религије свих деноминација  верују у њега као Сина Божијег, који је оваплоћени (отелотворени) Бог, једносуштан Богу Оцу,односно 2. лице Светог Тројства: Оца, Сина и Светог Духа који су споједни у једно.
Он је централна фигура хришћанства, највеће светске религије. Већина хришћанских деноминација верује да је Исус инкарнација Бога Сина и очекивани месија, или Христос, потомак Давидове лозе која је проречена у Старом завету. Готово сви савремени научници антике слажу се да је Исус историјска личност. Извештаји о Исусовом животу садржани су у јеванђељима, посебно у четири канонска јеванђеља у Новом завету. Академска истраживања су донела различите ставове о историјској поузданости јеванђеља и колико она блиско одражавају историјског Исуса.
Према хришћанској традицији, како је сачувана у Јеванђељима и Делима апостолским, Исус је обрезан када је био стар осам дана, крштен је од стране Јована Крститеља као млад човек, и након 40 дана и ноћи поста у пустињи, започео је своју службу. Био је путујући учитељ који је тумачио Божји закон са божанским ауторитетом и често је називан „рабином“. Исус је често расправљао са својим јеврејским суграђанима о томе како најбоље следити Бога, бавио се исцељењима, поучавао у параболама и окупљао следбенике, међу којима је дванаесторо именовано за његове изабране апостоле. Ухапшен је у Јерусалиму и суђен јеврејским властима, затим предат римској влади и разапет по налогу Понтија Пилата, римског префекта Јудеје. Три дана након његове смрти, његови следбеници су тврдили да је васкрсао из мртвих, а након његовог вазнесења, заједница коју су формирали на крају је постала рана хришћанска црква која се проширила као светски покрет. Претпоставља се да су извештаји о његовим учењима и животу првобитно сачувани усменим преношењем, што је постало извор писаних Јеванђеља. Главни извори информација везаних за Исусов живот и учење су четири Јеванђеља Новог завета — по Матеју, Марку, Луки и Јовану.
Хришћанска теологија обухвата веровања да је Исус зачет од Светог Духа, рођен од девице по имену Марија, чинио чуда, основао хришћанску цркву, умро распећем како би жртвовањем постигао искупљење греха, васкрсао из мртвих и вазнео се на небо одакле ће се вратити. Хришћани обично верују да Исус омогућава људима да се помире са Богом. Никејски символ вере тврди да ће Исус судити живима и мртвима, пре или после њиховог телесног васкрсења, догађаја везаног за Други долазак Исуса у хришћанској есхатологији. Велика већина хришћана обожава Исуса као инкарнацију Бога Сина, другу од три личности Свете Тројице. Исусово рођење слави се сваке године као Божић. Католичка црква прославља Исусово рођење сваког 25. децембра, док га Православна црква прославља сваког 7. јануара. Његово распеће се поштује на Велики петак, а васкрсење на Ускрс. Најшире коришћена календарска ера на свету — у којој је текућа година 2025. година нове ере — заснива се на приближном датуму Исусовог рођења.
У исламу, Исус се сматра месијом и Божјим пророком, који је послат Израелцима и који ће се вратити на Земљу пре Судњег дана. Муслимани верују да је Исус рођен од Девице Марије, али да није био ни Бог ни син Божји. Већина муслимана не верује да је убијен или разапет, већ да га је Бог подигао на небо док је још био жив. Исус се поштује и у бахаи вери, друзи и у растафаријанству. Насупрот томе, јудаизам одбацује веровање да је Исус био очекивани месија, тврдећи да није испунио месијанска пророчанства, да није био законито помазан и да није био ни божански, ни васкрсао.

## Име
Име Исус потиче од грчке речи Ἰησοῦς (Јесус), која је хеленизација хебрејско-арамејског ישוע (Јешуа) од хебрејског имена יהושע (Јехошуа) , што значи Јахве спасава. Христос је титула која потиче од грчке речи χριστός (христос), односно помазаник, што се подудара са хебрејским називом речи месија (машиах).

## Хронологија
Најдетаљнији приказ Исусовог рођења описан је у Јеванђељу по Матеју (вероватно писаном између 60. и 90. године) и Јеванђељу по Луки (вероватно писаном између 65. и 100. године). У научним круговима још увек постоје неслагања у вези са детаљима Исусовог рођења, и веома мали број научника тврди да зна тачан датум Исусовог рођења и смрти.
Новозаветна Јеванђеља по Матеју и Луки не помињу датум или годину Исусовог рођења. У читавом хришћанском свету се Божић традиционално слави 25. децембра по Грегоријанском календару, или 7. јануара, што је такође 25. децембар према Јулијанском календару. Најранији докази прославе овог датума потичу из 330. године и могу се наћи међу римским хришћанима. Пре тога славио се 6. јануара, као део теофаније (Богојављења), у сећање не само на Исусово рођење већ и на дан када га је Јован Крститељ крстио у реци Јордан, као и можда још неке догађаје везане за Исусов живот.
Неки научници наглашавају да Лукини описи пастирских активности у време Исусовог рођења наводе на закључак да се оно догодило у пролеће или лето. Научници претпостављају да је датум прославе променила хришћанска црква како би покушала да њиме замени римски фестивал Сатурналија, односно рођендан римског бога по имену Sol Invictus (Непобедиво Сунце). Ипак, новија истраживања оспоравају ову претпоставку.
Дионисије Мали је током 247. године ере Диоклецијана покушао да утврди колико је година протекло од Исусовог рођења и утврдио да је у питању 753. година од оснивања Рима. Затим је као датум Исусовог рођења одредио 25. децембар 1  (од Ante Christum Natum, односно пре рођења Христа), а следећу годину назвао AD 1 — чиме је започео систем рачунања времена од Исусовог рођења: Anno Domini, односно лета Господњег. Систем је направљен током 532. године, а готово два века касније је прихваћен и успостављен као календар хришћанске цивилизације.
Тешко је одредити датум Исусовог рођења јер су неки извори до сада нестали, а прошло је више од 1900 година откако су Јеванђеља писана. Међутим, базирано на помрачењу Месеца, које историчар из првог века Јосиф Флавије спомиње мало пре смрти Ирода Великог (кога спомиње Матеј Јеванђелиста), као и смени римских царева, Исусово рођење десило се 3. п. н. е. И Јеванђеље по Луки и Јеванђеље по Матеју смештају Исусово рођење у време владавине Ирода Великог. Лука описује да се Исусово рођење догодило у време римског гувернера Квиринија, и спомиње попис римских провинција Сирије и Јудеје. Јосиф Флавије смешта Квиринијево владање и попис у 6. године н. е. (што Лука помиње у Делима апостолским 5:37), дуго после смрти Ирода великог 4. године н. е. Због тога, расправа се усмерила на то да ли би извори требало да се позивају, или не, у основу на владање Квиринија у Сирији, и да ли је попис раније извршен, а ако није, који би извор требало сматрати погрешним.
Датум Исусове смрти такође је нејасан. Јеванђеље по Јовану описује распеће непосредно пре пасхе, празника који пада у петак 14. нисана (званог Кватродециманизам), док синоптичка јеванђеља (осим Јеванђеља по Марку 14:2) описују Исусову последњу вечеру као трпезу на дан пасхе 15. нисана; међутим, неки научници сматрају да је синоптички опис у складу са Јовановим описом. Даље, Јевреји су следили лунисоларни календар са месечевим менама као датумима, што компликује израчунавање било ког тачног датума соларног календара. Према књизи Џона П. Мејера A Marginal Jew, која се бави проучавањем владавине Понтија Пилата и датумима пасхе у то доба, Исус је по јулијанском календару највероватније умро 7. априла 30. или 3. априла 33. године н. е.

## Живот и учење, према исказима из Јеванђеља
Четири канонска јеванђеља из Библије су главни извор традиционалне хришћанске биографије о Исусовом животу. Хришћански научници генерално верују да су описи из јеванђеља историјски тачни; научници критичари, с друге стране, сумњају у њихову потпуну историјску утемељеност.

### Родослов и порекло
Од четири јеванђеља само Матејево и Лукино дају опис Исусовог родослова. Описи у ова два јеванђеља се знатно разликују и постоје различите теорије којима се објашњавају њихове недоследности. Оба описа, међутим, прате породично стабло од Давида па до Аврама. Оба списка су идентична између Аврама и Давида, али се разликују између Давида и Јосифа. Матеј почиње са Соломоном и наставља са краљевима Јуде до последњег краља Јехоније. После Јехоније, лоза краљева се угасила када је Вавилон покорио Јуду. Према томе, Матеј показује да је Исус законити наследник престола Израела. Родослов који описује Лука је дужи од Матејевог; иде све до Адама и износи више имена између Давида и Исуса.
Јосиф, муж Марије, појављује се у описима Исусовог детињства. Међутим, Јосиф се не спомиње за време Исусове службе. Јованови списи показују да је Исус бригу о Марији поверио вољеном ученику током свог распећа (Јован 19:25–27) што наговештава да је Јосиф до тада већ умро.
Новозаветне књиге Матеја, Марка и Посланице Галатима говоре о Исусовим рођацима, укључујући оне који би могли бити браћа и сестре. Грчка реч adelphos у овим стиховима, често превођена као брат, може се односити на било који родбински однос тако да већина католика и православаца преводе реч као рођак у овом контексту (види безгрешно зачеће) док је протестанти већином преводе као брат. Лука такође спомиње да је Јелисавета, мајка Јована Крститеља, била Маријина рођака (Лука 1:36), што Јована такође чини Исусовим рођаком.

### Рођење и младост
Према Матеју и Луки, Исус је рођен у јудејском Витлејему. Родила га је Марија, девица, чудом Светог Духа. Јеванђеље по Луки даје опис анђела Гаврила који посећује Марију да би јој рекао да је изабрана да носи Сина Божјег (Лука 1:26–38). Према Луки, наредба Октавијана Августа (лат. Octavianus Augustus) приморала је Марију и Јосифа да напусте свој дом у Назарету и оду у дом Јосифових предака, кућу Давидову, због Квиринијевог пописа.
Након што је Исус рођен, пар је био приморан да искористи јасле уместо колевке, јер нису могли да нађу смештај у гостионици (Лука 2:1–7). По Луки, анђео је обзнанио Исусово рођење духовним вођама који су дошли да се поклоне новорођеном детету. Матеј говори о мудрацима који су донели дарове Исусу као новорођенчету након што су пратили звезду за коју су веровали да је знак да се родио Краљ Јевреја (Матеј 2:1–12).
Град у коме је Исус провео детињство био је Назарет у Галилеји. Изузев путовања Исуса као новорођенчета и његове породице из Витлејема у Египат како би избегли Иродов покољ невиних младенаца и кратких путовања у Тир и Сидон (данашњи Либан), Јеванђеља све остале догађаје из Исусовог живота смештају у древни Израел. Према Матеју, породица је остала у Египту све до Иродове смрти, након чега се настанила у Назарету како би избегла живот под влашћу Иродовог сина и наследника Архелаја (Матеј 2:1–12).
Лука једини говори о догађају када су Исуса родитељи нашли у храму након што су мислили да се изгубио. То је једини догађај из канонских Јеванђеља који описује део Исусовог живота између рођења и крштења (Лука 2:41–52). У Јеванђељу по Марку Исус је називан дрводељом. Матеј каже да је он био син дрводеље, наговештавајући да је Исус можда у првих тридесет година живота учио столарски занат од свога оца (Марко 6:3, Матеј 13:55). Иначе, о непознатим годинама Исусовог живота (између детињства и тридесете) се испредају разне теорије, међу којима је и она о његовом наводном боравку у Индији.

### Крштење и искушење
Према Луки, Исус је имао око тридесет година када се крстио (Лука 3:23). У сва три синоптичка Јеванђеља описује се да је Исуса крстио Јован Крститељ. Тај догађај проучаваоци Библије сматрају почетком Исусове јавне службе. Према јеванђељима, Исус је дошао на реку Јордан где је Јован Крститељ проповедао и масовно крстио људе. Матеј описује Јованову првобитну неодлучност да крсти Исуса, сматрајући да је Исус тај који треба да крсти њега. Исус је био упоран: „Остави сад, јер нам тако треба испунити сваку правду“ (Матеј 3:15). По Марку, након што га је Јован крстио Исус је излазећи из воде видео небо како се отвара и како Свети дух силази на њега у виду голуба. Онда се са небеса зачуо глас: „Ти си син мој љубазни, који је по мојој вољи“ (Марко 1:10–11). Јеванђеље по Јовану не укључује крштење, али сведочи да је Исус онај кога је Јован проповедао да је Син Божји.
Након крштења, Исуса је Бог одвео у пустињу где је постио четрдесет дана и ноћи (Матеј 4:1–2). За то време три пута му је долазио Ђаво да га куша. Сва три пута Исус се одупро искушењима цитирајући речи из Књиге Постања (Матеј 4:1–11, Марко 1:12–13, Лука 4:1–13).

### Служба
Јеванђеља кажу да Исус, као Месија, није дошао да му служе, него да служи и да да душу своју у откуп за многе и да је дошао проповедати јеванђеље о царству Божјем. Каже се да је током своје службе Исус чинио чуда, укључујући исцељења, егзорцизам, ходање по води, претварање воде у вино и дизање пар људи, као што је Лазар, из мртвих (Јован 11:1–44, Матеј 9:25, Лука 7:15).
Јеванђеље по Јовану описује три различите прославе пасхе током Исусове службе. Из овога произилази закључак да је Исус проповедао у периоду од три године, мада нека тумачења Синоптичких јеванђеља наводе време од једне године. Његова служба била је усредсређена на његове најоданије следбенике, дванаест апостола, мада су многи од његових пратилаца сматрани ученицима. Дванаест апостола, и сви остали који су му били блиски, били су Јевреји што се види у Исусовој изјави да његова мисија усмерена само на оне из куће Израела (Матеј 15:24) и чињеницом да су се тек након Исусове смрти апостоли сложили с Павлом да се проповедање јеванђеља може проширити и на нејеврејске (паганске) народе (Дела апостолска 15:1–31, Галатима 2:7-9). Исус је проповедао и пророковао о времену великих невоља које ће неочекивано задесити овај свет у којем ће бити пуно ратова, земљотреса, помора и глади. Овом времену ћу учинити крај тиме што ће доћи са неба са својим анђелима да суди људима - нарочито према томе како су се односили према немоћнима (Матеј 24 и 25). Због овога, позивао је своје ученике да увек буду на опрезу и да верују. Исус је обећао да ће онима који верују у њега подарити вечни живот (Јован 3:16–18).
На врхунцу своје службе, Исус је привлачио на хиљаде људи, углавном из области Галилеје и Переје (данашњи Израел и Јордан). Нека од Исусових најпознатијих учења потичу од Беседе на гори, која садржи Блаженства и Оче наш. Исус је често казивао алегоричне приче попут Приче о блудном сину и Приче о сејачу. Његова учења охрабривала су безусловну самопожртвовану Божанску љубав према Богу и свим људима. Током својих беседа, говорио је о служењу и понизности, опраштању грехова, вери, окретању другог образа, љубави према непријатељима, као и пријатељима, и потреби да се следи дух закона као додатак писму.
Исус се често сусретао са изгнаницима од друштва, као што су цариници (лат. publicanus — империјални сакупљачи пореза, презирани због изнуђивања пара), укључујући и апостола Матеја. Када су фарисеји приговорили Исусу што се радије дружи с грешницима него с праведницима, Исус је одговорио да лекар није потребан здравима него болеснима. Према Луки и Јовану, Исус се такође потрудио да прошири своју службу и на Самарићане, који су следили другачији облик израелске религије. Ово се огледа у његовој проповеди Самарићанима из Сихара, која је довела до њиховог преобраћења (Јован 4:1–42).
Према Синоптичким Јеванђељима, Исус је водио тројицу својих апостола — Петра, Јована и Јакова — на врх планине Тавор да се моле. Док су били тамо, Исус се пред њима преобразио — лице му је сијало као сунце, а одећа му је постала блистава као светлост; Поред њега су се појавили Илија и Мојсије. Тада их је заклонио сјајни облак, а глас с неба је рекао: „Ово је син мој љубазни, који је по мојој вољи.“ Јеванђеља такође говоре да је Исус пред крај своје службе почео да упозорава своје ученике на његову будућу смрт и васкрсење (Матеј 16:21–28).

### Хапшење, суђење и смрт
Према описима из Синоптичких Јеванђеља, Исус је са својим следбеницима дошао у Јерусалим током прославе пасхе. Дочекала га је велика гомила људи, вичући: „Осана, нека је благословен који долази у име господње, и то — цар Израиљев!“ Током свог краљевског улаза, Исус је направио пометњу у Иродовом храму тако што је испреметао столове мењача који су тамо поставили своје радње, говорећи да су од храма направили разбојничку јазбину (Марко 11:17). Касније те недеље, Исус је славио пасху са својим ученицима на гозби познатој као Тајна вечера — на којој је Исус најавио да ће га издати један од његових ученика, након чега ће бити погубљен. Током овог обреда узео је хлеб у руке говорећи: „Ово је моје тело које се даје за вас“ и „Ова чаша је нови савез мојом крвљу која се пролива за вас“. Након тога им је рекао да то чине у спомен на њега (Лука 22:7–20). Након вечере, Исус и његови ученици отишли су Гетсимански врт да се моле.
Док су се налазили у врту, Исуса су ухапсили чувари храма, по наређењу Синедриона и свештеничког поглавара Кајафе (Лука 22:47–52, Матеј 26:47–56). Хапшење се одиграло у тајности током ноћи, како би се избегли нереди, јер је Исус био веома омиљен у народу (Марко 14:2). Јуда Искариотски, један од Исусових апостола, издао га је показавши га стражарима тако што га је пољубио. Симон Петар, други Исусов ученик, узео је мач и напао једног од стражара, одсекавши му ухо које је, по Луки, Исус одмах зацелио чудом. Исус је укорио апостоле речима „ко се мача лати, од мача ће и погинути“ (Матеј 26:52). Након његовог хапшења, Исусови апостоли су се сакрили.
Током Синедрионовог суђења Исусу, свештенички поглавари и народне старешине питали су Исуса: „Ти ли си дакле син Божји?“, на шта им је он одговорио: „Ви кажете да сам ја“, након чега су га оптужили за богохуљење (Лука 22:70–71). Свештенички поглавари су га након тога предали римском префекту Понтију Пилату, на основу оптужбе за побуну, јер је тврдио да је цар Јудејски. (Матеј 27:11, Марко 15:12). Када је Исус дошао пред Пилата, овај га је питао: „Јеси ли ти цар Јудејски?“, а Исус му је одговорио: „Ти кажеш“. Према Јеванђељима, Пилат лично није мислио да је Исус крив за било какав прекршај против Римљана, а како је био обичај да за пасху римски гувернер ослободи затвореника (обичај који није забележен, осим у Јеванђељима), Пилат је понудио окупљеној гомили да бира између Исуса из Назарета и бунтовника по имену Варава. Гомила је одлучила да се Варава ослободи, а Исус разапне. Пилат је опрао руке како би нагласио да није крив за неправедну одлуку (Матеј 27:11–26).
Према сва четири Јеванђеља, Исус је умро пре сумрака на брду Калварија, познатом као Голгота. Богати Јевреј Јосиф из Ариматеје, члан Синедриона према Марку и Луки, добио је Пилатово одобрење да узме Исусово тело и положи га у гроб (Марко 15:42–46, Лука 23:50–56). Према Јовану, Јосифу се придружио Никодим, који му је помогао да сахрани Исуса и који се спомиње и у осталим деловима Јовановог Јеванђеља (Јован 19:38–42). Три синоптичка Јеванђеља кажу да се догодило помрачење неба од дванаест до три тог поподнева; Матеј спомиње и земљотрес (Матеј 27:51).

### Васкрсење и одлазак
Према Јеванђељима, Исус је устао из мртвих трећег дана након свог распећа. Јеванђеље по Матеју каже да се анђео појавио поред Исусове гробнице, која је била отворена и празна, и објавио његово васкрсење Марији Магдалени и „другој Марији“ које су дошле да погледају гроб (Матеј 28:1–10). По Луки, била су два анђела (Лука 24:4), а по Марку младић обучен у бело (Марко 16:5). Дужи крај Јеванђеља по Марку каже да се у јутро дана свог ускрснућа Исус прво појавио пред Маријом Магдаленом (Марко 16:5). Јован каже да су Марију када је погледала у гроб два анђела питала због чега плаче; а када се окренула, није одмах препознала Исуса све док није изговорио њено име (Јован 20:11–18).
Дела апостолска говоре да се Исус појављивао пред различитим људима на различитим местима током следећих четрдесет дана. Неколико сати након свог васкрсења, појавио се пред двојицом ученика на путу за Емаус (Лука 24:13–35). Пред окупљеним ученицима појавио се у вече након свог васкрсења (Јован 20:19). Према Делима апостолским, Апостол Павле је имао визију Исуса током свог преобраћења. Иако је његова служба била намењена Јеврејима, Исус је послао своје апостоле да проповедају његову реч осталим народима, а онда се вазнео на небо (Матеј 28:16-20). Исус је обећао да ће поново доћи како би испунио преостали део месијанског пророчанства.

## Записана историја
Научници су користили историјску методологију како би развили могуће реконструкције Исусовог живота. Неки научници подвлаче разлику између Исуса реконструисаног кроз историјску методологију, и Исуса како га схвата теолошко виђење, док други научници држе да теолошки Исус представља историјску личност. Главни извори информација везаних за Исусов живот и учење су четири канонска Јеванђеља Новог завета: Матеј, Марко, Лука и Јован. Библијски научници и историчари класичари генерално прихватају историјско постојање Исуса, док се тврдње против постојања (Исуса) сматрају „делотворно оповргнутим“.

### Реконструкција историјског Исуса
Историчари углавном описују Исуса као путујућег проповедника и вођу религиозног покрета унутар јудаизма. Према историјским реконструкцијама, Исуса је крстио Јован Крститељ, подучавао је користећи се метафоричним и поучним причама, упутио је изазов богобојажљивој традицији, легализму и друштвеној хијерархији, а разапели су га Римљани. Историчари су подељени по питању тога да ли се Исус бавио исцелитељством и егзорцизмом, проповедао да је крај света близу и видео своје распеће као неизбежно.
Већина научника се слаже да је Јеванђеље по Марку писано у време уништења Јеврејског храма од стране Римљана под вођством Тита 70. године, а да су остала јеванђеља писана између 70–100. године. Историјско виђење Исуса ослања се на библијску критику, јеванђеља поготово. Многи научници су настојали да реконструишу Исусов живот у оквиру тадашњих политичких, културних и религијских догађаја у Израелу, укључујући разлике између Галилеје и Јудеје, између различитих верских група као што су фарисеји, садукеји, есени и зилоти и у оквиру сукоба међу Јеврејима у контексту римске окупације.

#### Везе са верским групама
Јеванђеља бележе да је Исус био Назарећанин — израз који се обично односи на место његовог рођења, али понекад и као религиозно опредељење. Засновано на поређењу Јеванђеља с Талмудом и другом јеврејском литературом. Maccoby, Hyam (2003). Jesus the Pharisee. Scm Press. ISBN 978-0-334-02914-4.Falk, Harvey (2003). Jesus the Pharisee: A New Look at the Jewishness of Jesus. Wipf & Stock Publishers. ISBN 978-1-59244-313-0.</ref> У Исусово време, две главне школе међу фарисејима биле су Кућа Хилелова, коју је основао истакнути Танајац Хилел и Кућа Шамајева. Исусове тврдње о лицемерју можда су биле упућене ужим члановима Куће Шамаја, мада се ипак слагао с њиховим учењем о разводу (Марко 10:1–12). Исус је такође помињао учења Куће Хилела (Вавилонски Талмуд, Шабат 31а) у односу на Највеће заповести (Марко 12:28–34) и Златно правило (Матеј 7:12).
Други научници теоришу да је Исус био припадник есена, јудаистичке верске групе која се не спомиње у Новом завету. Неки научници чак износе хипотезе да је Исус предводио нову апокалиптичну верску групу, могуће повезану с Јованом Крститељем.
Неки научници нагађају да је Исус био неуспели апокалиптични проповедник који је постао рани хришћанин након што су апостоли проширили његово учење не-јеврејским народима. Ово се изразито огледа у ранијим заповестима које је Исус дао дванаесторици апостола, ограниченим на „изгубљене овце куће Израела“, а нарочито искључујући нејеврејске народе и Самарићане (Матеј 10).

#### Имена и титуле
Према већини историчара, Исус је највероватније живео у Галилеји већи део свог живота и вероватно говорио арамејски и хебрејски. Име Исус представља транслитерацију латинске речи Iēsus, која потиче од од грчке речи Ἰησοῦς (Iēsoûs). Како већина научника верује да је Исус био Јеврејин који је говорио арамејски и живео у Галилеји око 30. године н. е., прилично је невероватно да је носио грчко лично име. Даљим проучавањем Септуагинта откривено је да је грчки назив транслитерација хебрејско/арамејског Јешуа (ישוע) скраћенице хебрејског имена Јехошуа (יהושוע Јехо — Јехова, шуа — помаже/спасава; често романизовано као Џошуа). Због тога, научници верују да је једно од ових имена највероватније било оно под којим је Исус био познат за живота међу својим следбеницима.
Христ или Христос (титула, а не део његовог личног имена) потиче од грчке речи (χριστός, од глагола χρίω — миропомазати), грчки израз за Месију, који дословно значи „онај који је миропомазан“. Историчари су расправљали око тога шта би ова титула могла да значи у време док је Исус живео; неки историчари приметили су да су друге титуле које се односе на Исуса у Новом завету, у првом веку имале потпуно другачије значење од данашњег.
Титуле Божански, Син Божји, Бог, Бог од Бога, Господ, Спаситељ, Искупитељ, Спаситељ човечанства су се колективно односиле на Октавијана, који је постао Цезар Август након што је победио Марка Антонија у бици код Акцијума 31. п. н. е. Џон Доминик Кросан (енгл. John Dominic Crossan) наводи да су их први хришћани усвојили и доделили Исусу, како би их порекли Цезару Августу. „Они су узели идентитет римског императора и доделили га јеврејском сељаку. У сваком случају то је била или чудна шала и веома погрдна сатира, или је то било оно што су Римљани звали majistas а ми зовемо велеиздаја.“ 

### Извори о Исусовом животу
Већина библијских научника држи да су дела која описују Исусов живот изворно преношена усменим предањем, и да су написана тек неколико деценија након Исусовог распећа. Најранији, до данас сачувани, текстови везани за Исуса су Павлова писма, која датирају од средине првог века. Павле је написао да је Исуса видео само у визијама, али да су оне биле божанска откровења и да су стога меродавне („Галатима 1:11–12”.). Најранији постојећи текстови који детаљно описују Исуса су четири Јеванђеља. Ови текстови, који чине део канона Светог писма, били су много више прихваћени и анализирани од било којих других могућих извора информација везаних за Исуса.
Многи други рани хришћански текстови описују догађаје из Исусовог живота и учења, али нису били укључени када је Библија била канонизована јер се веровало да су псеудоепиграфски, ненадахнути, или писани исувише дуго након његове смрти, док су други одбачени јер су били у супротности са хришћанским учењем. Прошло је неколико векова пре него што је списак тога шта јесте, а шта није део Библије коначно устаљен. У ранијем периоду књига Откровења Јовановог није била укључена, док дела попут Пастира из Хермаса јесу.
Књиге које нису биле укључене познате су као Апокрифи Новог завета. Оне укључују Јеванђеље по Томи, збирку логија — фраза и израза које се односе на Исуса без наративног оквира, откривених у 20. веку. Остала битна апокрифна дела која су имала велики утицај у формирању традиционалног хришћанског веровања укључују Петрову апокалипсу, Јеванђеље по Јакову, Детиње Јеванђеље по Томи и Дела Петрова. Велики број хришћанских традиција (попут Вероникиног покривача и Маријиног вазнесења) не налазе се у канонским јеванђељима већ у овим, и другим, апокрифним делима.

#### Могући ранији текстови
Постоје теорије да су неки текстови с историјским или митолошким подацима о Исусу написани чак пре Јеванђеља, мада није нађен ниједан, осим Павлових писама. Засновано на необичним сличностима и разликама између Синоптичких Јеванђеља — по Матеју, Марку и Луки, прва три канонска јеванђеља — многи библијски научници претпоставили су да су усмено предање и логија (као што су Јеванђеље по Томи и теоријски Документ ) вероватно играли значајну улогу у првобитном ширењу приче о Исусу, и можда били инспирација за нека од Синоптичких Јеванђеља.
Посебно, многи научници верују да су Документ Q и Јеванђеље по Марку били два извора коришћена за јеванђеља по Матеју и Луки; међутим, друге теорије, попут старије Августове хипотезе и даље држе превагу међу библијским научницима. Знаци Јеванђеља су још један теоријски документ, за који се верује да је био извор за Јеванђеље по Јовану.
Постоје и рана неканонска јеванђеља која су можда претходила канонским Јеванђељима, мада је пронађено тек неколико фрагмената који су преживели зуб времена. Међу њима се налазе Непознато берлинско Јеванђеље, Јеванђеље , Јеванђеље Егертон,  фрагмент, Дијалог спаситеља, Јеванђеље по Ебонитима, Јеванђеље по Јеврејима и Јеванђеље по Назарећанима.

#### Питања поузданости
За ауторе Јеванђеља се традиционално мисли да су присуствовали свим догађајима који су описани. Међутим, као резултат временског размака између догађаја и писања Јеванђеља у којима се они помињу, веродостојност раних текстова који описују детаље Исусовог живота су предмет спорења. Неки историчари тврде да су приче из Јеванђеља неверодостојне јер су често пристрасне и писане из друге руке, јер датирају неколико деценија након догађаја које описују. Научници и историчари који подржавају мишљење да су описи из Јеванђеља историјски поуздани наглашавају, да су у оквирима античке историје, Јеванђеља писана мало времена након догађаја. Пол Бернет (енгл. Paul Barnett) нагласио је да су „проучаваоци античке историје увек препознавали чинилац субјективности у својим расположивим изворима“ и „имали врло мало доступних извора у поређењу с њиховим савременим преписима да ће врло радо искористити било какав комадић информације који је доступан.“ Он је нагласио да су савремена историја и античка историја две различите дисциплине, с различитим методама анализе и тумачења.
Након што су изворна усмена предања написана на грчком, била су преписана, а касније преведена на остале језике. Библија није јединствени случај — и други антички документи били су пажљиво проучавани како би се откриле рупе између датума догађаја и датума када су написани. Након што су написани, првобитни текстови из Новог завета су претрпели безначајне измене, по речима научника као што је рецимо Фредерик Кењон (енгл. Frederic Kenyon).
Доба просветитељства и научна револуција донели су скептицизам у вези са историјском тачношћу ових текстова. Иако неки научници, укључујући и археологе, настављају да их користе као референцу у студијама античке историје Блиског истока, други гледају на текстове као на културолошке и литерарне записе, генерално их називајући делом књижевног жанра који се назива хагиографија — запис о светој особи која представља морални и божански идеал. Хагиографија има за свој примарни циљ глорификацију саме религије и учења савршене свете особе представљене као њен централни фокус.
Мишљења интелектуалаца који у потпуности одбацују Исуса као историјску личност сажета су у поглављу о Исусу у књизи Вила Дјуранта (енгл. Will Durant) Цезар и Христ (енгл. Caesar and Christ). Оно је базирано на оскудним извештајима очевидаца, мањку непосредних археолошких доказа, недостатку конкретних античких дела која спомињу Исуса, и сличностима између раног хришћанства и савремене митологије.
Они који имају натуралистички поглед на историју генерално не верују у божанску умешаност или чуда, као што је Исусово ускрснуће које спомињу Јеванђеља. Један од метода која се користи да провери чињеничну тачност прича из јеванђеља познат је под називом критеријум осрамоћења, по којој приче о догађајима са призорима осрамоћења (као што је Петрово порицање Исуса или бег Исусових следбеника након његовог хапшења) вероватно не би биле укључене да се нису заиста догодиле.

#### Могући утицаји
Неки научници мисле да приче из јеванђеља о Исусовом животу имају слабу, или немају никакву, историјску основу. Они указују на сличности између прича о Исусу и старијих паганских митова о добром човеку, као што су Митра, Атис и Озирис-Дионизије. Њихова теорија је да су аутори најранијих записа о Исусу усвојили паганске митове како би створили синкретизам са хришћанством. Аутори попут Ерла Доертија (енгл. Earl Doherty) иду чак и даље, тврдећи да су јеванђеља у ствари прерада неаврамских митова који нису базирани на историјској личности. Неки бранитељи хришћанства, попут Јустина Филозофа, претпостављају да су митове створили антички пагани који су узели пророчанске особине Месије које се уче у Тори и додали их свом специфичном божанству.
Године 1962, проучавалац јудаизма Самјуел Сандмел (енгл. Samuel Sandmel) побунио се против схватања да су приче о Исусу адаптирани старији митови, и створио израз Parallelomania да би га описао. „Можемо да у сопствене сврхе дефинишемо паралеломанију као екстраваганцију међу научницима који пре свега преувеличавају наводну сличност у одломцима а онда настављају да описују извор и порекло као да се подразумева да литерарна веза следи неизбежан или унапред одређени правац.“ У књизи Reinventing Jesus, аутори заступају виђење да су „тек после 100. године мистерије почеле веома да личе на хришћанство, баш због тога што је њихово постојање било угрожено због ове нове религије. Морале су да се такмиче како би преживеле.“ Мајкл Грант (енгл. Michael Grant) тврди у књизи An Historian's Review of the Gospels: „Јудаизам је био миље у коме су доктрине о смрти и ускрснућу митских богова изгледале потпуно туђе тако да је у потребу за таквим фабриковањем у сопственој средини веома тешко поверовати.“ Ипак, Католичка енциклопедија каже да је Јустин Филозоф „рекао својим паганским читаоцима да безгрешно зачеће Исуса Христа не би требало да им делује невероватно, јер је велики број најцењенијих паганских писаца говорио о великом броју Зевсових синова“.

## Религиозна виђења

### Хришћанско виђење
Иако хришћанско виђење Исуса варира, могуће је описати уопштено виђење већине хришћана изношењем сличности између православне, католичке, англиканске и специфичне протестантске доктрине које се налазе у њиховим катихистичким или конфесионалистичким текстовима.
Хришћани углавном проповедају да је Исус био Месија (Христос) чији је долазак најављен у Старом завету који је током живота, смрти и ускрснућа, обновио савез човечанства с Богом у крви Новог савеза. Његова смрт на крсту је схваћена као жртва искупљења: извор спаса за човечанство и окајање грехова који су запосели историју човечанства након Адамовог греха.
Они проповедају да је Исус једини Син Божји, Господ, и вечна Реч (превод грчке речи Logos), који је постао инкарнација човека, како би они који верују у њега могли имати вечни живот.
Они заступају став да га је родила Девица Марија коју је оплодио Свети Дух. Овај догађај описује се као чудесно девичанско зачеће или Инкарнација. Током свог живота Исус је проповедао добру вест по којој је долазак Царства небеског близу и засновао хришћанску цркву, која је семе краљевства, у које Исус зове клонуле духом. Исусови поступци на Тајној вечери, где је успоставио евхаристију, тумаче се као важни за савез с Богом и подсећање на Исусову жртву.
Хришћани претежно проповедају да је Исус умро у мукама разапет на крсту, отишао у пакао (различито тумачен као место вечних мука или место за мртве) и телесно устао из мртвих, коначним чудом које предсказује ускрснуће човечанства на свршетку времена, када ће Христ поново доћи да суди живима и мртвима, који ће након тога отићи у рај или у пакао.

### Бахајско виђење
У учењима бахаизма, Исус се сматра манифестацијом Бога. Концепт бахаизма јесте рефлексија Бога у човеку као посредника између Бога и човечанства. Отуда одражавање божанских квалитета и атрибута осликаних у истовремено већ постојеће квалитете човечанства и божанства. У божанском делу се ове особине одражавају кроз снагу воље, знања и атрибута Бога, док се у људском делу они одражавају кроз физичке особине обичног човека. Овај концепт је најсличнији хришћанском концепту инкарнације. Бахаи принцип је отеловљење Божјих атрибута у Исусу као савршено приказаног Бога, међутим учења одбацују хришћанску веру, будући да се сматра да божанство није било ограничено у једном људском телу, јер бахаизам тврди да је Божија суштина изнад физичке реалности.
Бахаулах, оснивач бахајске вере, написао је да свака манифестација Бога има исте божанске атрибуте који се могу посматрати као духовни повратак свих претходних манифестација Бога, а појава сваке нова манифестације Бога инаугурише религију која замењује претходне, секвенца познатија као прогресивно разоткривање. Кроз овај процес бахајисти верују да се Божји план одвија постепено како човечанство сазрева, а неке од манифестација се појављују у одређено време испуњавања мисија. Бахајисти верују да је Бахаулах обећао повратак Христа.
Бахајска учења потврђују многе, али не све, аспекте историјског Исуса приказаних у јеванђељима. Они верују у рођења Богородице, распеће, као и васкрсење, међутим за разлику од хришћанског погледа, кроз симболични поглед.
Бахаизам такође прихвата Исуса као Божијег сина.

### Јеврејско виђење
Јудаизам види Исуса као лажног месију. Према талмудском предању, Исусова мајка је била сиромашна јеврејска девојка, коју је муж, столар по занимању, отерао због прељубе са римским војником по имену Пантера. Напуштена од мужа и презрена од друштва, Марија је родила Исуса. Због беде и сиромаштва Исус је отишао у Египат, где је изучио магију.
Учитељ је рекао: „Исус Назарећанин практикује магију и вара и заводи Израел на странпутицу“.

— Цитат из Bruce, F. F.: The New Testament Documents: Are They Reliable?. стр. 20, InterVarsity Press, USA, 1997.Талмуда
Уверен у своје вештине, вратио се у родну Палестину и представљао себе богом. Након што је окупио бројне ученике и стекао велику омиљеност, осуђен је као јеретик и погубљен уочи празника Пасхе.

### Исламско виђење
У исламу, Исус (арап. عيسى — Иса) се сматра божјим послаником, односно пророком (арап. رسول — расул) који је, као и остали пророци пре и после њега говорио о једноме Богу (арап. الله — Алах). Муслимани такође сматрају да је Исус био месија (арап. مهدي — машиах) којег је Бог послао деци Израела са новим светим писмом, јеванђељем (арап. إنجيل — инџил). Куран такође тврди да је Исус чудотворно рођен од девице Марије (арап. مريم, Мирјам) и да је вршио чуда по допуштењу Божјем.
Међутим, муслимани не деле хришћанско веровање у Исусову божанственост. Ислам негира да је Исус Бог или Божји син, тврдећи да је он био обичан човек који је, попут осталих пророка, био изабран да шири божју поруку. Исламски свети списи строго одбијају приписивање божанства икоме другом, наглашавајући јединство Бога (арап. توحيد — тевхид).
Попут свих пророка у Исламу, Исус се сматра муслиманом (арап. مسلم — онај који се покорава Богу); он је учио људе да прихвате исправан пут покоравања Божјој вољи. Иса се у исламу сматра претечом Мухамеда, и верује се да је предвидео његов долазак. Према исламским списима, Исус нити је убијен нити је распет, већ је жив узнесен на небо. Већина муслимана верује да ће се судњег дана Исус вратити на земљу да успостави правду и победи исламског антихриста (арап. الدّجّال — Даџал).

### Остала виђења
Исус се сматра Богом, односно пророком и у раелизму (немонотеистичка вера) и ахмадији. Многе гностичке групе, попут манихеизма, такође сматрају Исуса пророком.

## Цитати
Ја сам Пут, Истина и Живот.
Ја сам хлеб живота.
Ко верује у мене има живот вечни.
Обожење је најбоље илустровано речима апостола Павла: „Живим не више ја, него Христос живи у мени“.
„Христос је једини излаз из овога света“, често би говорио и писао отац Серафим Роуз.